# Okel
El okel u okela es una palabra árabe que significa almacén, depósito y se aplica a las posadas egipcias y a los lugares donde hacen parada las caravanas.
Es análogo al que los turcos y persas denominaban caravanserail. El okel es a la vez bazar, almacén , taller y albergue donde se refugian los viajeros, especialmente los mercaderes. Los okels son muy numerosos en El Cairo y en las principales ciudades de Egipto. El arquitecto francés Drevet, por encargo del virrey de Egipto, construyó un okel en el Campo de Marte de París, con motivo de la Exposición Universal de París de 1867. Su decoración está tomada de diversos okels de Arsuan. En medio del edificio hay un patio con fuente y letrinas y está rodeado de pórticos, bajo los cuales se abren las puertas de las tiendas y almacenes y en el superior hay las habitaciones.